# 米-门二氏动力学

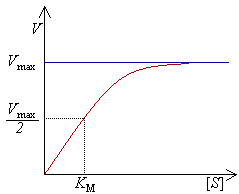
米氏方程

米-门二氏动力学（英語：Michaelis-Menten kinetics），又称米氏动力学，以德国生物化学家莱昂诺尔·米夏埃利斯和加拿大医师莫德·门滕的名字命名，是酶動力學中一个极为重要的方程，可以描述多种非变异构酶动力学现象，其表示式为：

{\displaystyle V_{0}=V_{max}{\frac {[S]}{K_{M}+[S]}}}

## 方程与推导
以下米氏方程的推导是由乔治·爱德华·布里格斯和约翰·伯顿·桑德森·霍尔丹在1925年提出的：
假设有下图所示的酶促反应
{\displaystyle E+S{\begin{matrix}k_{1}\\\longrightarrow \\\longleftarrow \\k_{-1}\end{matrix}}ES{\begin{matrix}k_{2}\\\longrightarrow \\\ \end{matrix}}E+P}
假设此酶促反应不可逆，反应产物不和酶结合；k2<k-1, E+S⇌ES 之间的平衡迅速建立达到平衡态（Steady-state），也就是受質和酶的化合物（ES）的浓度不变；建立平衡态所消耗的受質的量很小，可以忽略。这样有以下关系：
{\displaystyle {\frac {d[ES]}{dt}}=k_{1}[E][S]-k_{-1}[ES]-k_{2}[ES]=0}
{\displaystyle [ES]={\frac {k_{1}[E][S]}{k_{-1}+k_{2}}}}
米氏常数Km的定义为：
{\displaystyle K_{M}={\frac {k_{-1}+k_{2}}{k_{1}}}}
原式可简化为：
{\displaystyle [ES]={\frac {[E][S]}{K_{M}}}}  (1)
总的酶的浓度[E0]等于自由酶[E]与酶-受質化合物[ES]的和，则有以下关系：
{\displaystyle [E_{0}]=[E]+[ES]}
{\displaystyle [E]=[E_{0}]-[ES]}  (2)
将（2）式代入（1）：
{\displaystyle [ES]={\frac {([E_{0}]-[ES])[S]}{K_{M}}}}
整理得:
{\displaystyle [ES]{\frac {K_{M}}{[S]}}=[E_{0}]-[ES]}
{\displaystyle [ES](1+{\frac {K_{M}}{[S]}})=[E_{0}]}
{\displaystyle [ES]=[E_{0}]{\frac {1}{1+{\frac {K_{M}}{[S]}}}}} (3)
下式可以描述该酶促反应的速率：
{\displaystyle {\frac {d[P]}{dt}}=k_{2}[ES]}  (4)
将 (3) 代入 (4)，分号上下同时乘以[S]得：
{\displaystyle {\frac {d[P]}{dt}}=k_{2}[E_{0}]{\frac {[S]}{K_{M}+[S]}}=V_{max}{\frac {[S]}{K_{M}+[S]}}}

或

{\displaystyle V_{0}=V_{max}{\frac {[S]}{K_{M}+[S]}}}
该式可通过非线性作图或Lineweaver-Burk（双倒数作图），Eadie-Hofstee等作图法变换为线性图进行分析。
在推导过程中几点需要注意：

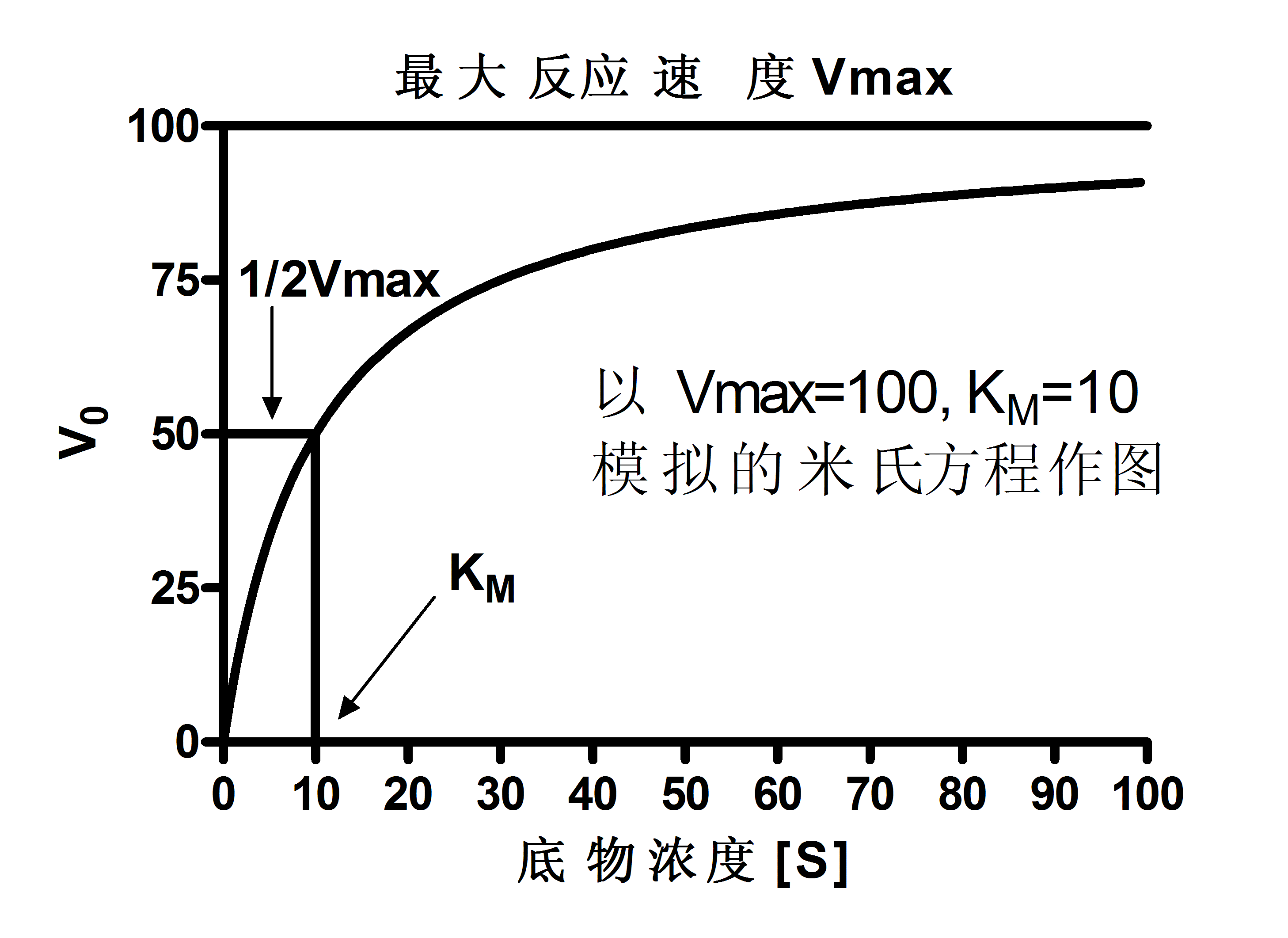
用Vmax＝100，K_{M}=10绘制的米氏方程的图像。

- [E0]是总的酶的量。反应中酶-底物配合物的量[ES]是极不好测量的，所以式子必须写成[E0]表示的形式，因为试验中所用的酶的量是已知的。
- d[P]/dt(V0, 反应初速度），是试验中测得的产物生成的初速度，一般是酶促反应在反应开始的几秒钟到几分钟之内的速度，在这段时间内底物的真实浓度几乎和底物最初的浓度相同([S]≈[S0])。
- k2[E0]（Vmax） 是酶促反应在给定的酶的量下的最大速度（当所有的酶都在酶-底物配合物的状态下）。k2有时也写为kcat。

## 作用
- 米氏常数是酶的特征性物理常数。
- 从KM可判断酶的专一性和天然底物。
- 进行酶活力测定时通常选10KM。
- 底物浓度较低时，KM可判断底物走哪一条代谢途径。

## 试验方法
要测得方程中的KM和Vmax，需要在酶的量[E0]恒定并已知的情况下，在不同的底物浓度[S]下测得反应的初速度V0，用非线性作图或线性作图的方法求得KM和Vmax。
KM反映了底物和酶结合的紧密程度，Vmax反映了酶催化反应的速度。